# Cuphea campylocentra
Cuphea campylocentra là một loài thực vật có hoa trong họ Lythraceae. Loài này được Griseb. mô tả khoa học đầu tiên năm 1879.